# 对甲苯磺酰基叠氮化物
对甲苯磺酰基叠氮化物是一种有机化合物，化学式为C7H7SO2N3，可简写为TsN3。其市售品通常以甲苯溶液或乙酸乙酯溶液销售。

## 制备及反应
将叠氮化钠的水溶液在0 °C滴加至对甲苯磺酰氯的丙酮溶液中，升至室温后在25 °C减压蒸去丙酮，用二氯甲烷萃取，有机相中即为对甲苯磺酰基叠氮化物。
它可以用于引入叠氮基或重氮基。在催化剂存在下，它可以被氢气还原为对甲苯磺酰胺。